# Saint-Bois
Saint-Bois era una comuna francesa situada en el departamento de Ain, de la región de Auvernia-Ródano-Alpes, que el 1 de enero de 2016 pasó a ser una comuna delegada de la comuna nueva de Arboys-en-Bugey al fusionarse con la comuna de Arbignieu.

## Demografía
| Gráfica de evolución demográfica de Saint-Bois entre 1800 y 2013 |
|                                                                  |

Los datos demográficos contemplados en este gráfico de la comuna de Saint-Bois se han cogido de 1800 a 1999 de la página francesa EHESS/Cassini, y los demás datos de la página del INSEE.